# 東日本旅客鉄道東北本部
東日本旅客鉄道東北本部（ひがしにほんりょかくてつどう・とうほくほんぶ、英: East Japan Railway Company, Tohoku Area Headquarters）は、宮城県仙台市にある東日本旅客鉄道（JR東日本）の東北地域統括支社である。東北地方のうち、旧国鉄仙台鉄道管理局および秋田鉄道管理局の流れを汲んでいる。組織改正に伴い東北地域本社から仙台支社へ、さらに2022年10月1日には仙台支社から東北本部に改編された。営業キロベースではJR東日本最大の支社である。2026年に組織改正により東北本部が廃止され、管轄の業務は仙台・福島・山形の各事業本部に移管される予定。

## 支社・支店所在地
- 東北本部
  - 宮城県仙台市青葉区五橋1-1-1 JR東日本東北本部ビル　

六道の辻の一角にあった仙台弥生会館跡地に建てられた旧支社ビルは、築50年超となり耐震強度不足も指摘されていたため、JR東日本では同じ場所での建て替えを計画し、2021年9月21日、完成した新しい支社ビルでの業務を開始する[3]。新ビルは旧ビルと同じ地上7階地下1階建てで、延べ床面積は従来より1割程度広い約1万9540平方メートル[3]。日本貨物鉄道（JR貨物）東北支社とグループ会社のジェイアールバス東北本社も入り、あわせて約1000名の社員が勤務。またビル1階の一部と2階にはJR東日本スポーツが運営するフィットネスクラブ「ジェクサー・ライトジム&スパ24仙台店」が11月18日にオープンし、近接するJR仙台病院とは運動器疾患の治療や検診で連携する[3]。
- 東北本部山形支店
  - 山形県山形市香澄町1-1-1
- 東北本部福島支店
  - 福島県福島市栄町1-1

## 沿革
- 1950年（昭和25年）8月1日 - 地方組織改正で仙台鉄道管理局発足。
- 1987年（昭和62年）
  - 4月1日 - 国鉄分割民営化により、東日本旅客鉄道 東北地域本社となる。
  - 7月16日 - 会津線を会津鉄道に経営移管。
- 1988年（昭和63年）
  - 3月13日 - 仙山線の面白山駅を面白山高原駅に改称。
  - 4月1日 - 東京圏運行本部水戸運行部より常磐線坂元駅以北および磐越東線赤井駅以西、秋田支店より奥羽本線及位駅以南が移管される。
  - 8月2日 - 常磐線に逢隈駅を新設。
  - 10月25日 - 長井線を山形鉄道に経営移管。
  - 11月18日 - 仙山線に東照宮駅を新設。
- 1989年（平成元年）4月26日 - 石巻線に万石浦駅を新設。
- 1990年（平成2年）3月10日 - 東北新幹線にくりこま高原駅を新設。
- 1991年（平成3年）3月16日 - 仙山線に葛岡駅を新設。奥羽本線の糠ノ目駅を高畠駅に改称。
- 1992年（平成4年）7月1日 - 山形新幹線が山形駅まで開業。奥羽本線の福島駅 - 山形駅間普通列車系統に「山形線」の愛称を使用開始。これに合わせて奥羽本線の上ノ山駅をかみのやま温泉駅、北上ノ山駅を茂吉記念館前駅に改称。
- 1996年（平成8年）3月16日 - 陸羽東線に有備館駅を新設。
- 1997年（平成9年）3月22日 - 陸羽東線の上岩出山駅を西大崎駅、西岩出山駅を上野目駅、川渡駅を川渡温泉駅、東鳴子駅を鳴子御殿湯駅、鳴子駅を鳴子温泉駅、中山平駅を中山平温泉駅に改称。
- 1998年（平成10年）4月1日 - 東日本旅客鉄道 仙台支社に改編[4]。
- 1999年（平成11年）12月4日 - 山形新幹線が新庄駅まで延伸。「山形線」系統も同駅までとなる。これに合わせて奥羽本線の蟹沢駅をさくらんぼ東根駅と改称し移設、楯岡駅は村山駅に改称。また、陸羽東線の羽前赤倉駅を赤倉温泉駅、羽前向町駅を最上駅、瀬見駅を瀬見温泉駅に改称。
- 2000年（平成12年）3月11日 - 仙石線のあおば通駅 - 仙台駅間延伸開業。
- 2001年（平成13年）
  - 4月1日 - 大宮支社発足に伴い、東京支社管轄の東北本線白坂駅以北が移管される。
  - 9月29日 - 東北本線に国府多賀城駅を新設。
- 2004年（平成16年）3月13日 - 仙石線に小鶴新田駅を新設。
- 2007年（平成19年）3月18日 - 仙台空港鉄道仙台空港線開業、仙台空港アクセス線として東北本線との相互直通運転開始。東北本線に太子堂駅、仙山線に東北福祉大前駅を新設。
- 2015年（平成27年）
  - 3月14日 - 奥羽本線（山形線）に天童南駅を新設。
  - 5月30日 - 東北本線支線の松島駅 - 高城町駅間（仙石線・東北本線接続線）開業。仙石東北ラインとして、同支線経由による東北本線と仙石線の直通運転を開始。
- 2016年（平成28年）3月26日 - 仙石線に石巻あゆみ野駅を新設。
- 2017年（平成29年）
  - 4月1日 - 磐越西線に郡山富田駅を新設。
  - 9月5日 - JR東日本、JR東日本東北総合サービス、地元農業者らが設立したJRアグリ仙台による基幹店舗「AOYA（アオヤ）」が仙台駅近くに開業[5][6]。
  - 11月10日 - JR東日本がオフィスビル建設を予定するZepp Sendai跡地が暫定利用のコミュニティー&フードスペース「EKITUZI（エキツジ）」としてオープン[7][8]。
- 2019年（平成31年／令和元年）
  - 4月1日 - 新幹線統括本部の発足に伴い[9]、東北新幹線（駅施設を除く）ならびに、新幹線総合車両センター、山形車両センター、仙台新幹線運輸区を同本部へ移管（山形車両センターは同時に山形新幹線車両センターへ改称[10]）。
  - 12月1日 - MaaS推進室を設置[11]。
- 2021年（令和3年）
  - 2月5日 - 「エキツジ」跡地に建てられた地下1階、地上13階建てのオフィスビル「JR仙台イーストゲートビル」が開業[12][13][14]。
  - 2月28日 - この日を最後に、支社公式サイトを閉鎖[15]。これを以ってJR東日本のすべての支社公式サイトが閉鎖された。
  - 3月 - 住宅・都市整備公団（現：都市再生機構）が施行した長町貨物ヤード跡地の再開発である「あすと長町土地区画整理事業」街区内に賃貸マンションおよび商業施設が入る地上12階建ての複合施設（「リエットテラスあすと長町」・「tekuteながまち2」）が開業[16][17][18]。
  - 3月12日：奥羽本線の赤岩駅が廃止される[19][20]。
  - 9月21日 - 新支社ビルにて業務を開始。
- 2022年（令和4年）10月1日 - 東日本旅客鉄道 東北本部に改編。それに伴い、秋田支社所属の秋田総合車両センター（南秋田センターを含む。）を編入。[2][21]
- 2023年（令和5年）6月 - 盛岡支社より盛岡車両センター（一ノ関・八戸派出および青森改造基地を含む）を編入。
- 2026年（令和8年）7月1日（予定） - 組織改正により東北本部が廃止され、仙台・山形・福島の3つの事業本部に分割改組される[22]。ただし、車両センター・総合車両センターの帰属については明らかにされていない。

## 管轄路線
宮城県（気仙沼市付近を除く）、山形県（庄内地方と米坂線の一部を除く）、福島県（浜通りと水郡線の磐城守山駅以南、磐越西線の山都駅以西を除く）の南東北3県を管轄する。2021年3月31日時点で、合計1089.1kmの在来線、223.6kmの新幹線、281の駅（猪苗代湖畔駅ならびに仙台貨物ターミナル駅を含むが、BRT区間の停留場は含まず）を管轄している。新幹線については2019年4月1日より発足した新幹線統括本部へ列車運行・線路設備管理業務を順次移管しているが、現在も元々の管轄区間が営業エリアとして位置づけられている。
- 宮城県気仙沼地域（気仙沼線BRT本吉駅以北・大船渡線・大船渡線BRT）および東北本線有壁駅は盛岡支社（一ノ関駅管理）の管轄。
- 福島県浜通り（常磐線）および水郡線磐城守山駅以南は水戸支社の管轄。
- 福島県内の磐越西線山都駅以西、山形県内の米坂線萩生駅以西・羽越本線鼠ヶ関駅 - 酒田駅間は新潟支社の管轄。
- 山形県内の羽越本線本楯駅以北は秋田支社の管轄。

路線
※支社境界はいずれも閉塞区間上にあるため、境界線の内側の停車場（駅・信号場など）を記載している。なお、◇が付いた路線は全線が管理区間内に入っている路線、●印が付いた路線は他線接続駅しか管轄区間内に入っていない路線である。
| 路線名                     | 区間                                                                      | 駅数     | 備考                                                                                   |
| -------------------------- | ------------------------------------------------------------------------- | -------- | -------------------------------------------------------------------------------------- |
| 東北新幹線                 | （新白河駅・郡山駅・福島駅・白石蔵王駅 ・仙台駅・古川駅・くりこま高原駅） | 2（7）   | 左記7駅の駅運転・営業業務のみ担当 列車運行・線路設備管理は新幹線統括本部の管轄         |
| 東北本線                   | 白坂駅 - 石越駅                                                           | 55       |                                                                                        |
| 東北本線                   | 岩切駅 - 利府駅（利府支線）                                               | 2        |                                                                                        |
| 東北本線                   | 松島駅 - 高城町駅（仙石線・東北本線接続線）                               | 0        | 当該区間経由列車は「仙石東北ライン」として運行                                         |
| 東北本線                   | 長町駅 - 東仙台駅（宮城野貨物線）                                         | 1        | 定期旅客列車の運行なし                                                                 |
| 常磐線                     | 坂元駅 - 岩沼駅                                                           | 5        |                                                                                        |
| 磐越東線                   | 赤井駅 - 郡山駅                                                           | 14       |                                                                                        |
| 磐越西線                   | 郡山駅 - 喜多方駅                                                         | 21       |                                                                                        |
| 只見線                     | 只見駅 - 会津川口駅 - 会津若松駅                                          | 27       |                                                                                        |
| 奥羽本線                   | 福島駅 - 新庄駅 - 及位駅                                                  | 40       | このうち福島駅 - 新庄駅間は「山形線」として案内される 山形線区間は山形新幹線列車も走行 |
| 米坂線                     | 米沢駅 - 今泉駅                                                           | 7        |                                                                                        |
| ◇左沢線                    | 北山形駅 - 左沢駅                                                         | 10       |                                                                                        |
| ◇仙石線                    | あおば通駅 - 石巻駅                                                       | 30       |                                                                                        |
| ◇仙山線                    | 仙台駅 - 羽前千歳駅                                                       | 16       |                                                                                        |
| ◇石巻線                    | 小牛田駅 - 女川駅                                                         | 13       |                                                                                        |
| ◇気仙沼線                  | 前谷地駅 - 柳津駅                                                         | [ * 15 ] | 気仙沼線BRTと並行運用                                                                  |
| ◇陸羽東線                  | 小牛田駅 - 新庄駅                                                         | 25       |                                                                                        |
| 陸羽西線                   | 新庄駅 - 南野駅                                                           | 8        |                                                                                        |
| ●水郡線                    | （阿武隈川東側） - 安積永盛駅                                             | 0        |                                                                                        |
| 一般乗合旅客自動車運送事業 |                                                                           |          |                                                                                        |
| 気仙沼線BRT                | 前谷地駅 - 陸前小泉駅                                                     | 10       | 鉄道と並行している前谷地駅 - 柳津駅間のBRTは途中停車駅なし。                           |

駅数についての注釈
1. ↑  カッコ内は在来線併設駅を含めた駅数。
2. ↑  支線分岐駅である岩切駅は含まない。
3. ↑  支線分岐駅である松島駅、仙石線と接続する高城町駅ともに含まず、途中駅も存在しない。
4. ↑  登記上旅客併設駅である貨物駅（仙台貨物ターミナル駅）を計上。支線分岐駅である長町駅と東仙台駅は含まない。
5. ↑  東北本線と接続する岩沼駅は含まない。
6. ↑  東北本線と接続する郡山駅は含まない。
7. ↑  東北本線と接続する郡山駅は含まない。
8. ↑  磐越西線と接続する会津若松駅は含まない。
9. ↑  東北本線と接続する福島駅は含まない。
10. ↑  奥羽本線と接続する米沢駅は含まない。
11. ↑  奥羽本線と接続する北山形駅は含まない。
12. ↑  東北本線と接続する仙台駅、石巻線と接続する石巻駅は含まない。
13. ↑  東北本線と接続する仙台駅、奥羽本線と接続する羽前千歳駅は含まない。
14. ↑  東北本線と接続する小牛田駅は含まない。
15. ↑  石巻線と接続する前谷地駅は含まない。
16. ↑  東北本線と接続する小牛田駅、奥羽本線と接続する新庄駅は含まない。
17. ↑  奥羽本線と接続する新庄駅は含まない。
18. ↑  安積永盛駅は東北本線の駅として計上される。
19. ↑  鉄道併設駅を除いた停留場の数。

なお、国鉄時代の管轄は次のとおり。
- 仙台鉄道管理局
  - 下記以外の全線
- 水戸鉄道管理局
  - 常磐線（現在の東北本部管内全線。但し岩沼駅を除く）
  - 磐越東線（小川郷駅以東）
- 秋田鉄道管理局
  - 奥羽本線（米沢駅以北）
  - 米坂線（現在の東北本部管内全線）
  - 左沢線（全線）
  - 陸羽東線（南新庄駅 - 新庄駅）
  - 陸羽西線（全線。但し余目駅は新潟局）
- 東京北鉄道管理局
  - 東北本線（白河駅以南）

## 車両基地
- 郡山総合車両センター「北コリ」・「郡」- 旧郡山工場
  - 郡山派出所 - 旧磐越東線営業所郡山車両派出
  - 会津若松派出所 - 旧会津若松運輸区検修部門
- 仙台車両センター「北セン」- 旧仙台電車区
  - 宮城野派出所 -  旧宮城野電車区検修部門
  - 小牛田派出所「北ココ」 - 旧小牛田運輸区検修部門
- 新庄統括センター - 現在は車両配置なし

なお、山形地区（主に標準軌区間）については在来線車両も含め、新幹線統括本部管轄の山形新幹線車両センター（旧山形電車区）所属となる。
- 秋田総合車両センター - 旧土崎工場。JR東日本管内の車両の改造・点検の他、主要駅で使用する駅備品の製作も行う[注 13]。
  - 南秋田センター「北アキ」- 旧南秋田運転所→旧秋田車両センター。旧秋田車両センターの在来線部門が組織改正のため発足[24] 。
- 盛岡車両センター「北モリ」
  - 一ノ関派出所 - 旧一ノ関運輸区検修部門
  - 八戸派出所 - 旧八戸運輸区検修部門
  - 青森改造基地 - 旧青森車両センター

## 駅・乗務員区所
- 仙台統括センター - 仙台駅、岩沼駅、白石蔵王駅、多賀城駅、仙台乗務業務ユニット、宮城野乗務業務ユニット
- 小牛田統括センター - 小牛田駅、くりこま高原駅、古川駅、石巻駅、乗務員
- 福島統括センター - 福島駅、乗務員
- 郡山統括センター - 郡山駅、新白河駅、乗務員
- あいづ統括センター - 会津若松駅、会津坂下駅、只見駅、乗務員
- 山形統括センター - 山形駅、米沢駅、乗務員
- 新庄統括センター - 新庄駅、乗務員
- 左沢線統括センター - 寒河江駅、乗務員

## 駅たびコンシェルジュ（旧 びゅうプラザ・びゅう旅センター）
仙台支社管内にはびゅうプラザ・びゅう旅センターが設置されていた。前者は元々駅組織とは別に所長の配下に社員と配置されていたが、組織改編で設置駅の駅長配下に所長（助役待遇）・社員が配置されている。びゅう旅センターは従前より駅長配下に社員が配置され、国内旅行商品のみを取り扱っていた。仙台団体旅行センターのみ駅とは別組織となっていた。
その後、びゅう旅センターの廃止、びゅうプラザ店舗縮小と子会社びゅうトラベルサービス（現JR東日本びゅうツーリズム&セールス）への移管が行われ、残った店舗も「びゅうプラザ」から「駅たびコンシェルジュ」へ衣替えした。
- 駅たびコンシェルジュ仙台 - 旧・びゅうプラザ仙台
- 駅たびコンシェルジュ福島 - 旧・びゅうプラザ福島
- 駅たびコンシェルジュ山形 - 旧・びゅうプラザ山形

## 設備保全区所

### 保線関係区所
- 仙台保線技術センター
- 郡山保線技術センター
  - 会津若松エリアセンター
- 福島保線技術センター
- 山形保線技術センター
  - 新庄エリアセンター
- 小牛田保線技術センター

### 電気関係区所
- 仙台電力技術センター
  - 山形メンテナンスセンター
- 郡山電力技術センター
  - 福島メンテナンスセンター
- 仙台信号通信技術センター
  - 山形メンテナンスセンター
  - 米沢メンテナンスセンター
  - 新庄メンテナンスセンター
- 郡山信号通信技術センター
  - 福島メンテナンスセンター

### その他区所
- 仙台建築技術センター
- 仙台機械技術センター
- 仙台土木技術センター
- 郡山土木技術センター

## 車両塗装
- 東北地域本社色

## 乗車人員ベスト20
2022年度、東北本部管内で一日平均の乗車人員が多かった20駅は下記の通り。
| 順位 | 駅名       | 一日平均 乗車人員 | 順位 | 駅名         | 一日平均 乗車人員 |
| ---- | ---------- | ----------------- | ---- | ------------ | ----------------- |
| 1    | 仙台駅     | 79,075人          | 11   | 小鶴新田駅   | 5,666人           |
| 2    | あおば通駅 | 18,987人          | 12   | 宮城野原駅   | 5,291人           |
| 3    | 郡山駅     | 14,310人          | 13   | 中野栄駅     | 4,941人           |
| 4    | 福島駅     | 13,182人          | 14   | 陸前高砂駅   | 4,891人           |
| 5    | 名取駅     | 12,062人          | 15   | 北仙台駅     | 4,120人           |
| 6    | 南仙台駅   | 9,003人           | 16   | 岩切駅       | 4,024人           |
| 7    | 長町駅     | 8,943人           | 17   | 古川駅       | 3,986人           |
| 8    | 山形駅     | 8,737人           | 18   | 愛子駅       | 3,947人           |
| 9    | 岩沼駅     | 6,199人           | 19   | 太子堂駅     | 3,878人           |
| 10   | 多賀城駅   | 5,857人           | 20   | 陸前原ノ町駅 | 3,757人           |

## 所管する関連会社
- JR東日本東北総合サービス
  - 1989年8月、東北総合サービスとして設立。管内の駅ビル、レストランモール、食品スーパー「ピボット」の運営、旅行代理業、管内の一部有人駅業務の受託（業務委託駅）、介護サービス、マンション・住宅・高架下開発などの不動産業等、幅広い業務を手がける。現在の社名に変更した後に、ジェイアールアトリスとジャスターを吸収合併した。
- 仙台ターミナルビル
  - 仙台駅、福島駅、郡山駅、山形駅、いわき駅の駅ビル「エスパル」と仙台、山形の「ホテルメトロポリタン」、福島の「ホテルメッツ」、いわきのホテルB4Tを運営している。当初、仙台駅ビルのみの運営だったが、2003年4月1日福島ステーション開発、2004年4月1日に郡山ステーションビル、10月1日に山形ターミナルビルを、それぞれ吸収合併した。
- JR東日本テクノサービス　
  - 東北本部管内の駅舎等清掃、車両基地等の構内運転業務、車両メンテナンス業務及び車両の清掃等受託。

## その他
- JR東日本の地方支社長は、かつては取締役が職務を委嘱されていたが、同社の執行役員制度の導入によって、執行役員が担務する体制となった。